# Dicranoloma platyloma
Dicranoloma platyloma är en bladmossart som beskrevs av Renauld in Paris 1904. Dicranoloma platyloma ingår i släktet Dicranoloma och familjen Dicranaceae. Inga underarter finns listade i Catalogue of Life.